# Euploea peloroides
Euploea peloroides är en fjärilsart som beskrevs av James John Joicey och Talbot 1921. Euploea peloroides ingår i släktet Euploea och familjen praktfjärilar. Inga underarter finns listade i Catalogue of Life.